# Stigmometro

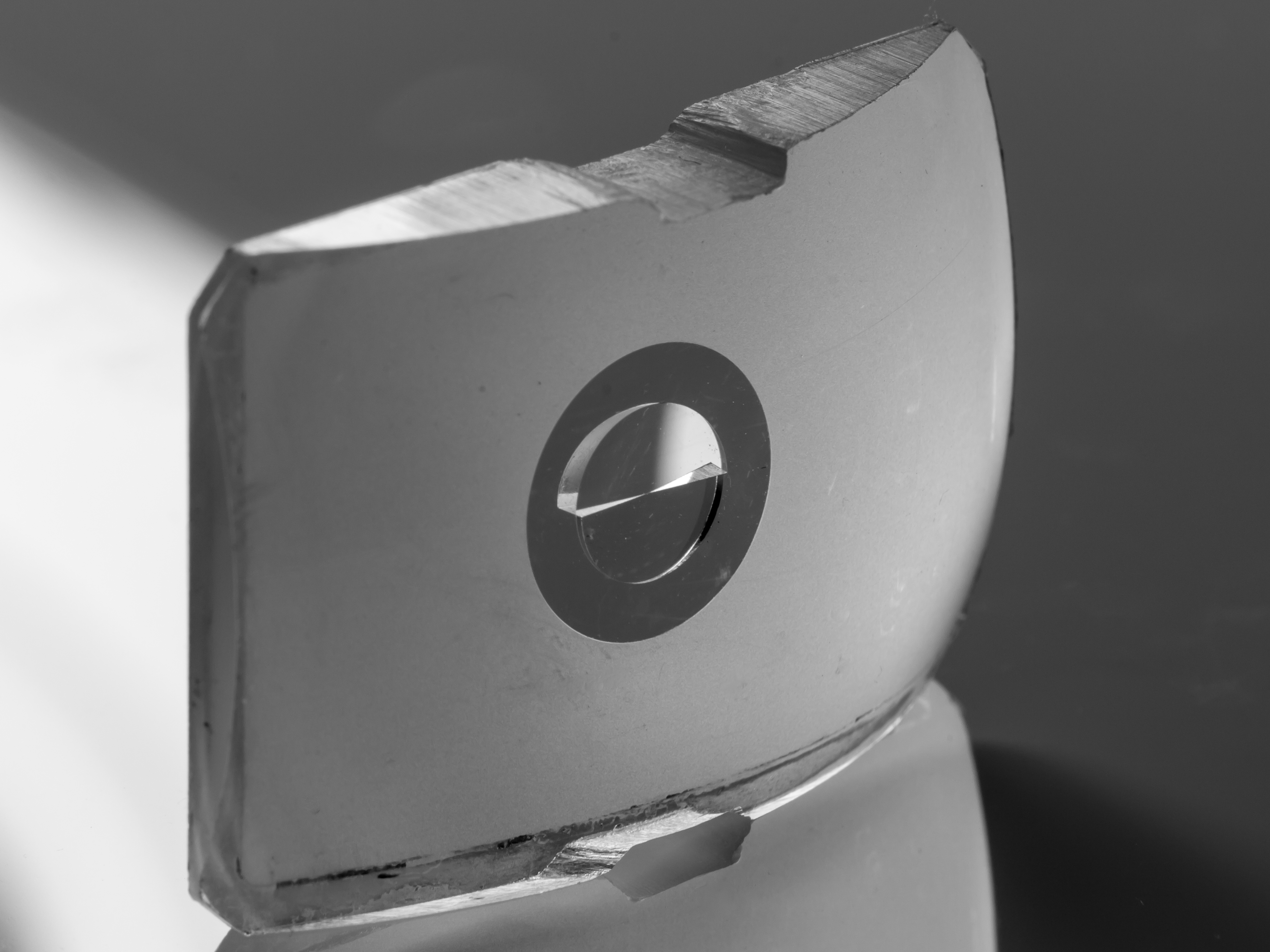
Stigmometro

Lo stigmometro è un dispositivo ottico inserito nello schermo di messa a fuoco dei mirini di macchine fotografiche e cineprese, per agevolare la messa a fuoco manuale.
Lo stigmometro è stato inventato dal Dott. Luigi Carlo Picchioni (1898-1962) medico chirurgo oculista.

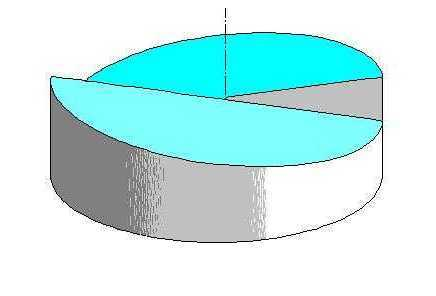
Cilindro spezzato

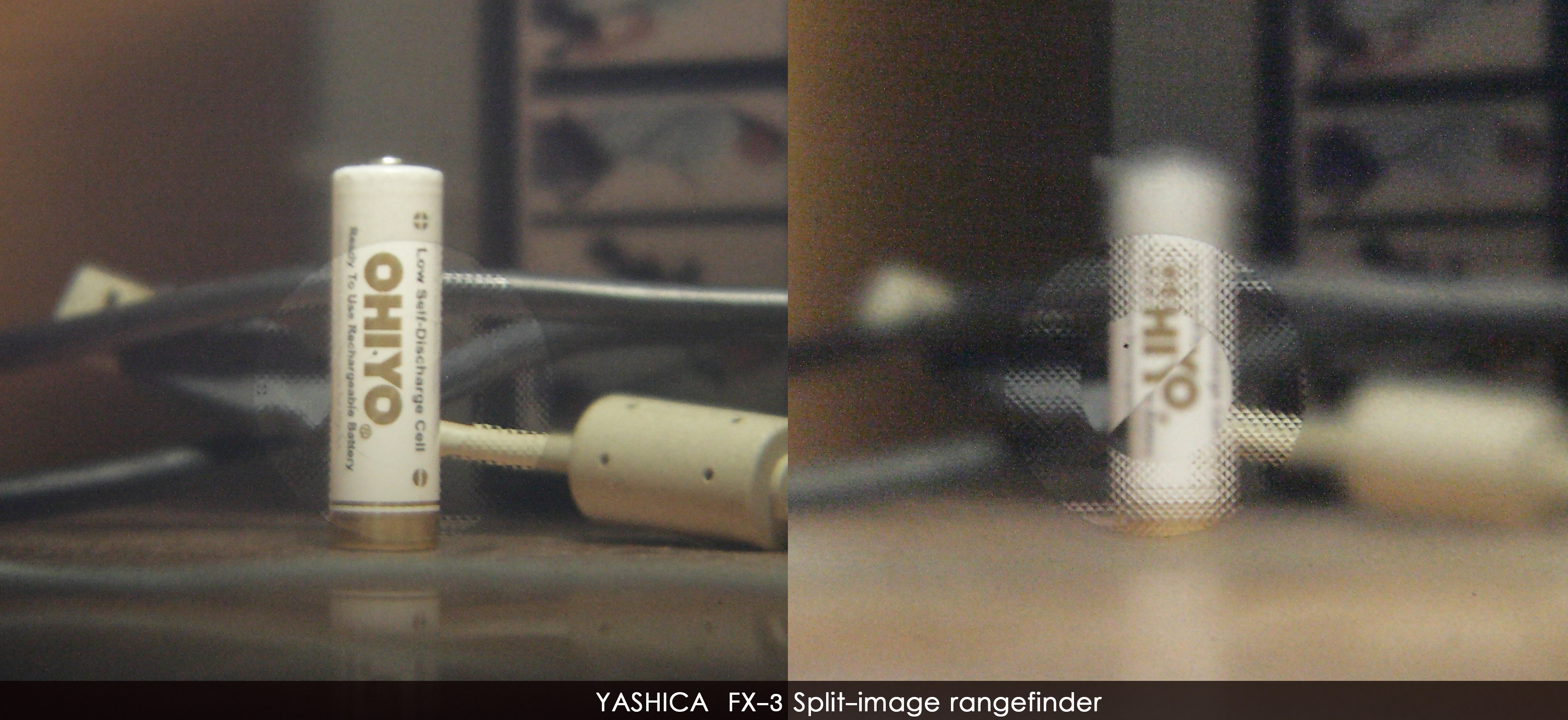
Vista dal mirino

È costituito da una lente cilindrica che spezza l'immagine vista nel mirino della fotocamera, quando il soggetto non è a fuoco.

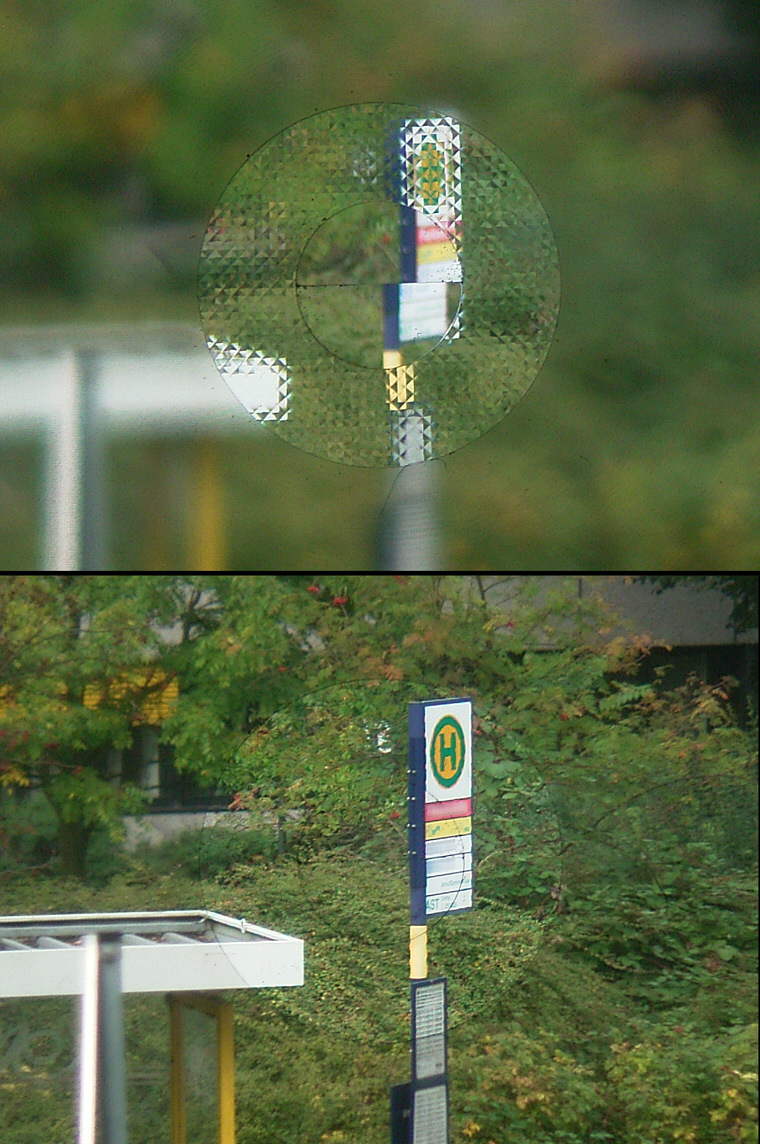
Vista dal mirino

Non è da confondere con il telemetro a coincidenza.